# 阿勞足球俱樂部
阿勞足球俱樂部（FC Aarau）是瑞士的一家足球俱樂部。主場設在瑞士阿尔高州首府阿劳。目前阿勞是瑞士足球超級聯賽的參賽球隊之一。
阿勞曾3次奪得瑞士超級聯賽的冠軍，分別是在1912年、1914年和1993年。此外還是1985年瑞士杯和1982年瑞士聯賽杯的冠軍得主。

## 著名球員
- Harutyun Vardanyan
- （Mark Fotheringham）
- Marek Citko
- Cezary Kucharski
- （Roberto Di Matteo）
- （Philipp Degen）
- Petar Aleksandrov
- David Zdrilic

## 外部連結
- （德文） 官方網站 （页面存档备份，存于）